# 광주서석초등학교
광주서석초등학교는 대한민국 광주광역시 동구 서석동에 있는 공립 초등학교이다. 서석초등학교는 을미개혁의 일환으로 공포된 소학교령에 따라 설립된 광주지역 최초의 근대식 공립학교이다. 1930년에 건립된 체육관, 1935년에 건립된 본관 건물과 1943년 건립된 별관 건물이 등록문화재 제17호로 지정되었다. 옛날에는 광주 제 1 공립 보통학교라는 이름을 가지고 있었다.

## 연혁
- 1896년 11월 6일 전라남도 관찰부 공립소학교 개교(광주향교 사마재(司馬齋))
- 1906년 11월 1일 공립광주보통학교 개칭
- 1907년 9월 1일 위치 이전(現 전일빌딩245)
- 1911년 11월 1일 광주공립보통학교(4년제) 개칭[1]
- 1922년 4월 1일 6년제로 개편
- 1927년 6월 28일 현 위치로 이전
- 1930년 12월 20일 강당 신축(현존)
- 1934년 4월 1일 광주제1공립보통학교 개칭
- 1935년 4월 1일 현 교사 준공
- 1938년 4월 1일 광주서석공립심상소학교로 개칭[2]
- 1941년 4월 1일 광주서석공립국민학교로 개칭[3]
- 1944년 1월 10일 2동 교사 신축(현 동부 교사)
- 1950년 4월 1일 광주서석국민학교로 개칭[4]
- 1967년 3월 1일 동산국민학교 분리
- 1996년 3월 1일 광주서석초등학교로 개칭[5]
- 2002년 5월 31일 본관, 강당 등록문화재 지정[6]
- 2007년 2월 20일 별관 등록문화재 지정(17호)
- 2017년 2월 10일 제107회 졸업식 (56명)
- 2017년 9월 1일 제38대 김미옥 교장 취임
- 2018년 2월 9일 제108회 졸업식(43명)
- 2019년 1월 4일 제109회 졸업식(40명)
- 2020년 1월 3일 제110회 졸업식(36명)
- 2020년 2월 28일 교내 어린이통학로 설치, 강당 조명 LED교체, 본관 1층 대기전력차단장치 설치
- 2020년 8월 31일 창의융합형 과학실구축
- 2020년 11월 13일 추계야구대회 준우승
- 2020년 11월 16일 본관 현관 열화상카메라 설치
- 2020년 11월 17일 학교담장 벽화제막식
- 2020년 12월 14일 친일잔재청산 교표 및 교목 변경
- 2021년 1월 12일 제111회 졸업식(49명)
- 2021년 3월 1일 제39대 이아경 교장 취임

## 등록 문화재
서석초등학교의 본관과 체육관 건물은 2002년 5월 31일 대한민국의 등록문화재 제17호로 지정되었고, 1943년에 건립된 별관(2층) 건물은 2005년 6월 18일 대한민국의 등록문화재 제17호에 추가되었다.

## 통학 구역
- 충장동 : 5통2반, 6통1반~2반, 9통1반~3반
- 서남동 : 1통~ 7통, 8통, 9통
- 지산1동 : 8통 7반~8반
- 동명동 : 3통~4통, 5통 일부(154-230, 200-9, 200-28, 200-197, 200-208, 200-211번지 제외), 6통

## 학교 상징
- 교화 - 동백꽃 : 티없이 맑고 밝은 꿈
- 교목 - 소나무 : 굳은 마음과 절개
- 교조 - 까치 : 형제애와 웅비와 전통
- 교색 - 녹색 : 생명 존중과 미래지향

## 참고 자료
- 광주서석초등학교 - 한국교육학술정보원 학교알리미